# Claude Gousset
Claude Gousset (* 21. November 1929 in Paris; † 17. Januar 2022 in Sens) war ein französischer Jazzmusiker (Posaune) und Arrangeur.
Gousset brachte sich autodidaktisch das Posaunenspiel bei; er spielte zunächst in Bands des Hot Jazz, 1949 bei Mickey Larché, dann bei Michel Attenoux, mit dem er Sidney Bechet, Peanuts Holland, Bill Coleman und Nelson Williams begleitete. Zwischen 1956 und 1968 gehörte er unterschiedlichen Formationen von Claude Bolling an, mit dem er zahlreichen Tonträger einspielte; 1960 war er der französische Preisträger eines Wettbewerbs von ORTF und RAI. Dann gehörte er wieder zur Band von Attenoux, mit dem er 1975 auf dem Newport Jazz Festival auftrat. Ab 1976 gehörte er zur Anachronic Jazz Band, weiterhin zum Septett von François Biensan, aber auch zur Swing Machine von Gérard Badini, bevor er sich Bands von Irakli de Davrichewy, Marcel Zanini, Jean-Claude Naude (Mon vieux complice) und Dany Doriz anschloss. Er ist auch auf Aufnahmen von Paul Gonsalves, Claude Luter, Guy Lafitte und Lionel Hampton zu hören. Im Bereich des Jazz war er laut Tom Lord zwischen 1953 und 1992 an 113 Aufnahmesessions beteiligt, zuletzt im Marcel Zanini Quintet.

## Lexikalischer Eintrag
- Philippe Carles, André Clergeat, Jean-Louis Comolli: Le nouveau dictionnaire du jazz. Édition Robert Laffont, Paris 2011, ISBN 978-2-221-11592-3